# ヒュラース

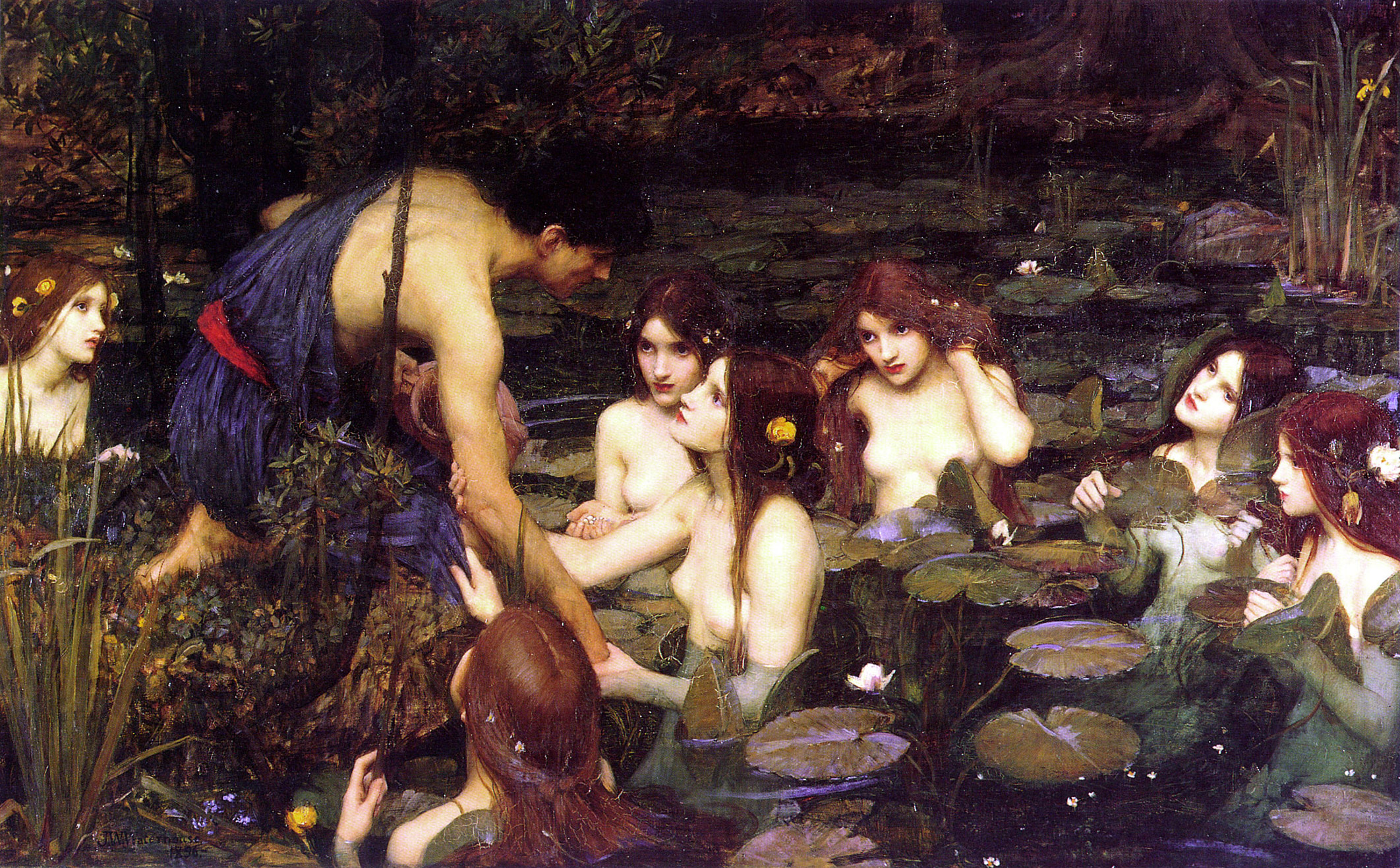
ヒュラースの手を取って泉に引き込もうとするニュムペーたち。ジョン・ウィリアム・ウォーターハウス作『ヒュラスとニンフたち』（1896年）。マンチェスター市立美術館所蔵。

ヒュラース（古希: Ὕλας, Hylās）は、ギリシア神話の人物である。長母音を省略してヒュラスとも表記される。
ドリュオプス人の王テイオダマースと、オーリーオーンの娘でニュンペーのメノディケーの子。あるいはケーユクスの子。
ヒュラースはヘーラクレースに仕える美しい少年で、ヘーラクレースに愛された。しかしヘーラクレースに従ってアルゴナウタイに参加したが、美しさゆえに泉のニュムペーにさらわれたという。

## 神話
ヘーラクレースはドリュオプス人が非道な人々だったのでテイオダマースを殺し、館から幼いヒュラースを奪って、従者として育てた。ヒュラースは優れた従者に成長し、ヘーラクレースの弓矢持ちを務めた。
アルゴナウタイがキオス河河口近くのキアノスに上陸したとき、ヘーラクレースは森に木を伐りに行き、ヒュラースは近くの泉に水を汲みに行った。しかしそれは土地のニュムペーたちが歌舞団をつくってアルテミスを祭るときであり、ヒュラースが向かった泉のニュムペーたちも水底から水面に上がって来るところだった。そしてヒュラースを発見して、一目で彼の美しさに魅了され、水を汲もうとするヒュラースの手を取って水底に引き込んでしまった。ヒュラースは驚いて助けを呼んだが、駆けつけたポリュペーモスはヒュラースを発見できず、帰って来たヘーラクレースにそのことを伝えた。ヘーラクレースはポリュペーモスとともにヒュラースの名を呼びながら探したが、ついに発見できず、その間にその他のアルゴナウタイたちは待っていた風が吹いたのでヘーラクレースたちがいないことに気づかずに出航してしまった。ヒュラースは水底でニュムペーの夫となったが、そのことを知らないヘーラクレースは土地の人々を脅迫してヒュラースについて聞き出そうとした。そのため人々は人質を出し、ヘーラクレースの代わりにヒュラースを探し続けることを誓った。そこでヘーラクレースは人質をトラーキースに住まわせ、自分はエウリュステウスの難行を果たすために戻った。またポリュペーモスはこの地にキオス市を創建した。
ヒュギーヌスによると、ヒュラースがさらわれたのはキオスとアスカニオス河の近くで、アルゴナウタイが出航したのはアルゴー船が風に流されたためだった。
またウェルギリウスは水夫たちがあまりに大きな声でヒュラースを呼び続けたので、岸全体が「ヒュラー、ヒュラー」と木霊を返したと言っている。
テオクリトスによるとヒュラースをさらったニュムペーたちはエウニス、マリス、ニュケイアである。ヘーラクレースはヒュラースを探して大声で3度呼ぶと、ヒュラースも3度呼び返したが、水底から叫ぶため、ヘーラクレースにはまるで遠くから叫ぶように聞こえた。ヘーラクレースは結局発見できず、徒歩でコルキスに向かい、アルゴナウタイたちと再会したという。
アントーニーヌス・リーベラーリスによると、ヒュラースが水汲みに向かったのはアスカニオス河である。またヒュラースをさらったニュムペーたちはアスカニオス河の娘で、彼女たちがヒュラースに恋をして泉に引き込んだという。彼女たちはヘーラクレースがヒュラースを探し続けるので、いつか発見されるのではないかと考えて、ヒュラースを木霊に変えてしまった。このためヒュラースはヘーラクレースの呼び声に何度も声を返したが、結局発見されなかった。ヘーラクレースは自分で探すことをあきらめてアルゴナウタイたちとともに出航したが、この地にポリュペーモスを残し、ヒュラースの捜索を頼んだ。しかしポリュペーモスもヒュラースを発見できず、土地の人々は今でもヒュラースに犠牲を捧げ、神官が名前を3度呼ぶと木霊が3度返って来たという。
ストラボーンもヒュラースの祭祀が後世まで残っていたと述べているが、それは人々がヒュラースの名を呼びながら山中を歩くという、狂騒の祭礼だった。